# Reckless
Reckless е четвъртият студиен албум на канадския певец и автор на песни Брайън Адамс. Издаден на 5 ноември 1984 г. от Ей&Ем Рекърдс, албумът е копродуциран от Адамс и Боб Клиърмаунтейн и се счита за най-успешният самостоятелен албум на Брайън Адамс. Reckless е продаден в около 12 милиона бройки по цял свят. Това е първият канадски албум, продаден в повече от милион копия в Канада. Албумът достига номер 1 в Билборд 200 и достига високи позиции в албумните класации по целия свят.
От албума са издадени шест сингъла: „Run to You“, „Somebody“, „Heaven“, „Summer of '69“, „One Night Love Affair“ и „It's Only Love“. И шестте сингъла попадат в топ 15 на американския Билборд Хот 100, което дотогава е постигнато само от албумите Thriller на Майкъл Джексън и Born in the USA на Брус Спрингстийн. Албумът е класиран под номер 49 в „100-те най-велики хевиметъл албума на всички времена“ на списание Керанг! през 1989 г., под номер 99 при най-великите рок албум на всички времена от списание Класик Рок и също така е поставен под номер 12 при най-великите канадски албум на всички времена от Боб Мерсеро, в книгата му 100-те най-добри канадски албума.
Изданието за 30-ата годишнина на албума, включва досега неиздавани материали и чисто нов 5.1 съраунд микс, е издадено на 10 ноември 2014 г. както в четири, така и в двудисково издание. Турнето Reckless 30th Anniversary Tour също се провежда през ноември 2014 г., състоящо се от единадесет ексклузивни концерта в Обединеното кралство.

## Признания
| Публикация                       | Признание                                              | Година | Ранг |
| -------------------------------- | ------------------------------------------------------ | ------ | ---- |
| Списание Керанг!                 | „Албум на годината“                                    | 1985   | 1    |
| Списание Керанг!                 | „Най-добрите АОР албуми за всички времена“             | 1988   | 16   |
| Списание Керанг!                 | „100-те най-велики хевиметъл албума на всички времена“ | 1989   | 49   |
| Класик Рок                       | „Най-великият рок албум на всички времена“             | 2001   | 99   |
| 100-те най-добри канадски албума | „100-те най-добри канадски албума“ (1957 – 2007)       | 2007   | 12   |

## Спсисък с песните
Съдържание на всички песни Брайън Адамс и Джим Валанс. 
| Стандартна версия | Стандартна версия                   | Стандартна версия | Стандартна версия | Стандартна версия | Стандартна версия | Стандартна версия | Стандартна версия | Стандартна версия | Стандартна версия |
| №                 | Име                                 | Време             |                   |                   |                   |                   |                   |                   |                   |
| ----------------- | ----------------------------------- | ----------------- | ----------------- | ----------------- | ----------------- | ----------------- | ----------------- | ----------------- | ----------------- |
| 1.                | One Night Love Affair               | 4:32              |                   |                   |                   |                   |                   |                   |                   |
| 2.                | She's Only Happy When She's Dancin' | 3:14              |                   |                   |                   |                   |                   |                   |                   |
| 3.                | Run to You                          | 3:54              |                   |                   |                   |                   |                   |                   |                   |
| 4.                | Heaven                              | 4:03              |                   |                   |                   |                   |                   |                   |                   |
| 5.                | Somebody                            | 4:44              |                   |                   |                   |                   |                   |                   |                   |
| 6.                | Summer of '69                       | 3:36              |                   |                   |                   |                   |                   |                   |                   |
| 7.                | Kids Wanna Rock                     | 2:36              |                   |                   |                   |                   |                   |                   |                   |
| 8.                | It's Only Love (с Тина Търнър)      | 3:15              |                   |                   |                   |                   |                   |                   |                   |
| 9.                | Long Gone                           | 3:57              |                   |                   |                   |                   |                   |                   |                   |
| 10.               | Ain't Gonna Cry                     | 4:06              |                   |                   |                   |                   |                   |                   |                   |
| 37:56             |                                     |                   |                   |                   |                   |                   |                   |                   |                   |

| Японско издание 2012 SHM-CD (бонус песни) | Японско издание 2012 SHM-CD (бонус песни) | Японско издание 2012 SHM-CD (бонус песни) | Японско издание 2012 SHM-CD (бонус песни) | Японско издание 2012 SHM-CD (бонус песни) | Японско издание 2012 SHM-CD (бонус песни) | Японско издание 2012 SHM-CD (бонус песни) | Японско издание 2012 SHM-CD (бонус песни) | Японско издание 2012 SHM-CD (бонус песни) | Японско издание 2012 SHM-CD (бонус песни) |
| №                                         | Име                                       | Време                                     |                                           |                                           |                                           |                                           |                                           |                                           |                                           |
| ----------------------------------------- | ----------------------------------------- | ----------------------------------------- | ----------------------------------------- | ----------------------------------------- | ----------------------------------------- | ----------------------------------------- | ----------------------------------------- | ----------------------------------------- | ----------------------------------------- |
| 11.                                       | Diana (B-страна от Heaven ОК Сингъл.)     | 3:55                                      |                                           |                                           |                                           |                                           |                                           |                                           |                                           |
| 12.                                       | Christmas Time                            | 4:10                                      |                                           |                                           |                                           |                                           |                                           |                                           |                                           |
| 13.                                       | Reggae Christmas (с Пи-уи Херман)         | 2:52                                      |                                           |                                           |                                           |                                           |                                           |                                           |                                           |
| 48:53                                     |                                           |                                           |                                           |                                           |                                           |                                           |                                           |                                           |                                           |

### Издание за 30-ата годишнина
Диск 1 – Reckless
1. „Let Me Down Easy“ – 03:40
2. „Teacher, Teacher“ – 03:48
3. „The Boys Night Out“ – 03:53
4. „Draw the Line“ – 03:26
5. „Play to Win“ – 03:28
6. „Too Hot to Handle“ – 04:02
7. „Reckless“ – 04:01

Диск 2 – На живо от Лондон 1985
1. „Remember“ – 04:32
2. „The Only One“ – 04:39
3. „It's Only Love“ – 03:50
4. „Kids Wanna Rock“ – 03:16
5. „Long Gone“ – 06:21
6. „Cuts Like A Knife“ – 05:40
7. „Lonely Nights“ – 03:55
8. „Tonight“ – 06:13
9. „This Time“ – 03:37
10. „The Best Was Yet To Come“– 02:43
11. „Heaven“ – 04:04
12. „Run To You“ – 04:30
13. „Somebody“ – 04:20
14. „Straight From The Heart“ – 03:17
15. „Summer Of '69“ – 04:40

### Супер делукс издание
DVD – Reckless – The Movie
1. „Run To You“ (Intro)
2. „This Time“ – 3:17
3. „Summer Of ’69“ – 3:42
4. „Somebody“ – 4:45
5. „Kids Wanna Rock“ – 2:47
6. „Heaven“ – 4:11
7. „Run To You“ – 3:49
8. „One Night Love Affair“ – 4:35
9. „It’s Only Love“ – 6:55

## Музиканти
- Брайън Адамс – основни вокали, ритъм китара (1, 2, 3, 5 – 10), задани вокали (2, 5, 10), ръкопляскания (2), основна китара (5, 9), акустично пиано (4), ударни (4), хармонични вокали  (6), хармоника (9)
- Томи Мандел – клавиши (1, 2, 3, 5 – 10), хамънд орган  (6)
- Робърт Сабино – клавиши (4)
- Кийт Скот – основна китара (1, 2, 3, 5 – 10), ритъм китара (1, 2, 3), задани вокали (2, 5, 10),  ръкопляскания (2), китари (4)
- Дейв Тейлър – бас
- Пат Стюард – барабани (1, 6, 7)
- Мики Къри – барабани (2, 3, 5, 8 – 10)
- Стив Смит – барабани (4)
- Джим Валанс – перкусии (1, 2, 3, 5, 6)
- Джоди Перпик – ръкопляскания (2)
- Лу Грам – задани вокали (2)
- Гери Берг – задани вокали (7)
- Джон Еди – задани вокали (5)
- Боб Клиърмаунтин – вокали (7)
- Тина Търнър – основни вокали (8)

## Продукция
- Брайън Адамс – продуцент
- Боб Клиърмаунтин – продуцент, инженер, микс
- Джим Валанс – асоцииран продуцент
- Майк Фрейзър – помощник инженер
- Майкъл Соваж – помощник инженер
- Брус Лампков – помощник инженер
- Боб Лудвиг – мастериране
- Мастърдикс (Ню Йорк) – място за мастериране
- Чък Бийсън – арт режисура, дизайн
- Ричард Франкел – арт режисура
- Хиро (51) – снимка на предната корица
- Джим О’Мара – фотография на вътрешната обложка
- Брус Алън – мениджмънт